# Pelegrina
Pelegrina är ett släkte av spindlar. Pelegrina ingår i familjen hoppspindlar.

## Dottertaxa tillPelegrina, i alfabetisk ordning[1]
- Pelegrina aeneola
- Pelegrina arizonensis
- Pelegrina balia
- Pelegrina bicuspidata
- Pelegrina bunites
- Pelegrina chaimona
- Pelegrina chalceola
- Pelegrina clavator
- Pelegrina clemata
- Pelegrina dithalea
- Pelegrina edrilana
- Pelegrina exigua
- Pelegrina flaviceps
- Pelegrina flavipes
- Pelegrina furcata
- Pelegrina galathea
- Pelegrina helenae
- Pelegrina huachuca
- Pelegrina insignis
- Pelegrina kastoni
- Pelegrina montana
- Pelegrina morelos
- Pelegrina neoleonis
- Pelegrina ochracea
- Pelegrina orestes
- Pelegrina pallidata
- Pelegrina peckhamorum
- Pelegrina pervaga
- Pelegrina proterva
- Pelegrina proxima
- Pelegrina sabinema
- Pelegrina sandaracina
- Pelegrina tillandsiae
- Pelegrina tristis
- Pelegrina variegata
- Pelegrina verecunda
- Pelegrina volcana
- Pelegrina yucatecana